# Найдангійн Отгонжаргал
Найдангійн Отгонжаргал (монг. Найдангийн Отгонжаргал; нар. 14 листопада 1979, Булган, Архангай) — монгольська борчиня вільного стилю, чемпіонка та дворазова бронзова призерка чемпіонатів Азії, дворазова бронзова призерка Азійських ігор, чемпіонка світу серед студентів, учасниця Олімпійських ігор.

## Життєпис
Боротьбою почала займатися з 1998 року. У 2005 році завоювала срібну медаль чемпіонату Азії серед юніорів.
Виступала за борцівський клуб «Хангія» Улан-Батор. Тренер — Раднаабазар Чултемсурен.

## Спортивні результати на міжнародних змаганнях

### Виступи на Олімпіадах
| Змагання                    | Збірна   | Вагова категорія          | Місце |
| --------------------------- | -------- | ------------------------- | ----- |
| Літні Олімпійські ігри 2008 | Монголія | жіноча боротьба, до 55 кг | 16    |

### Виступи на Чемпіонатах світу
| Змагання                        | Збірна   | Вагова категорія          | Місце |
| ------------------------------- | -------- | ------------------------- | ----- |
| Чемпіонат світу з боротьби 2001 | Монголія | жіноча боротьба, до 51 кг | 17    |
| Чемпіонат світу з боротьби 2005 | Монголія | жіноча боротьба, до 55 кг | 16    |
| Чемпіонат світу з боротьби 2006 | Монголія | жіноча боротьба, до 55 кг | 9     |
| Чемпіонат світу з боротьби 2007 | Монголія | жіноча боротьба, до 55 кг | 24    |
| Чемпіонат світу з боротьби 2008 | Монголія | жіноча боротьба, до 55 кг | 7     |

### Виступи на Чемпіонатах Азії
| Змагання                       | Збірна   | Вагова категорія          | Місце  |
| ------------------------------ | -------- | ------------------------- | ------ |
| Чемпіонат Азії з боротьби 2001 | Монголія | жіноча боротьба, до 51 кг | Бронза |
| Чемпіонат Азії з боротьби 2003 | Монголія | жіноча боротьба, до 55 кг | Золото |
| Чемпіонат Азії з боротьби 2004 | Монголія | жіноча боротьба, до 55 кг | Бронза |
| Чемпіонат Азії з боротьби 2005 | Монголія | жіноча боротьба, до 55 кг | 7      |
| Чемпіонат Азії з боротьби 2007 | Монголія | жіноча боротьба, до 55 кг | 8      |
| Чемпіонат Азії з боротьби 2008 | Монголія | жіноча боротьба, до 55 кг | 5      |

### Виступи на Азійських іграх
| Змагання           | Збірна   | Вагова категорія          | Місце  |
| ------------------ | -------- | ------------------------- | ------ |
| Азійські ігри 2002 | Монголія | жіноча боротьба, до 55 кг | Бронза |
| Азійські ігри 2006 | Монголія | жіноча боротьба, до 55 кг | Бронза |

### Виступи на Чемпіонатах світу серед студентів
| Змагання                                        | Збірна   | Вагова категорія          | Місце  |
| ----------------------------------------------- | -------- | ------------------------- | ------ |
| Чемпіонат світу з боротьби серед студентів 2006 | Монголія | жіноча боротьба, до 55 кг | Золото |

### Виступи на інших змаганнях
| Змагання                                                        | Збірна   | Вагова категорія          | Місце  |
| --------------------------------------------------------------- | -------- | ------------------------- | ------ |
| Кубок Азії з боротьби 2003                                      | Монголія | жіноча боротьба, до 55 кг | Бронза |
| Олімпійський кваліфікаційний турнір з боротьби 2004 (Туніс)     | Монголія | жіноча боротьба, до 55 кг | 13     |
| Олімпійський кваліфікаційний турнір з боротьби 2004 (Мадрид)    | Монголія | жіноча боротьба, до 55 кг | 19     |
| Турнір Дана Колова — Николи Петрова 2007                        | Монголія | жіноча боротьба, до 55 кг | Срібло |
| Олімпійський кваліфікаційний турнір з боротьби 2008 (Едмонтон)  | Монголія | жіноча боротьба, до 55 кг | Бронза |
| Олімпійський кваліфікаційний турнір з боротьби 2008 (Хапаранда) | Монголія | жіноча боротьба, до 55 кг | Срібло |

### Виступи на змаганнях молодших вікових груп
| Змагання                                     | Збірна   | Вагова категорія          | Місце  |
| -------------------------------------------- | -------- | ------------------------- | ------ |
| Чемпіонат Азії з боротьби серед юніорів 2005 | Монголія | жіноча боротьба, до 48 кг | Срібло |